# 2006年亞洲運動會水球比賽
2006年亞洲運動會水球比賽於2006年的12月6日至12月14日舉行，只設男子小項。

## 獎牌榜

### 男子
| 金牌： | 银牌： | 铜牌： |
| 中國   | 日本   | 哈薩克 |

## 決賽
中国 9-8  日本

## 銅牌賽
伊朗 8-12  